# Alain Van Kerckhoven Éditeur
 (octobre 2018).
Fondée en 1989 à Bruxelles, la maison d'édition de musique « Alain Van Kerckhoven Éditeur » est consacrée à la musique classique contemporaine.

## Publications
Les publications sont principalement tournées vers la musique de chambre et recensent les compositions d'une cinquantaine de compositeurs de diverses nationalités dont Edwin Clapuyt, Frédéric Devreese, Dominique Dupraz, Michael Kugel, Piotr Lachert, Michel Lysight, Gilberto Mendes, Georgs Pelēcis ou Alexander Shchetinsky.
La plupart des œuvres du catalogue appartiennent au courant esthétique de la Nouvelle musique consonante.

## Ouvrage
Alain Van Kerckhoven est également l'auteur de Le Libre arbitre, esquisse d'une métaphysique de la liberté, L'Harmattan, 2016  (ISBN 978-2-343-10613-7)